# Erland Samuel Bring
Erland Samuel Bring (19 de agosto de 1736 - 20 de mayo de 1798) fue un profesor de historia y matemático sueco del siglo XVIII en la universidad de Lund conocido por el radical de Bring.

## Vida
Bring estudió jurisprudencia en la universidad de Lund, entre 1750 y 1757. A partir de 1762 fue profesor asociado en esta misma universidad y, finalmente, a partir de 1779, profesor titular. Bring enseñaba historia, pero su entretenimiento predilecto eran las matemáticas.

## Obra
En su obra Meletemata quaedam mathematica circa transformationem aequationum algebraicarum, que pasó inadvertida y solo muchos años más tarde fue redescubierta, Bring tuvo éxito en lograr una transformación de la forma general de la ecuación quíntica que permitía eliminar los términos de cuarto, tercero y segundo grado. Esta misma transformación fue obtenida, y generalizada, posteriormente de forma independiente por George Jerrard en 1832-1835.
En la universidad de Lund se conservan ocho volúmenes con sus escritos de matemáticas que abarcan diversas ramas de las matemáticas de su época.